# Гой (Шетландські острови)
Гой (англ. Hoy, давньоскан. Háey — «високий острів») — невеликий острів у затоці Вейсдейл-Во, у складі Шетландських островів. Поруч знаходяться менші острівці Гоггс-Гой та Джанк. Саунд-Гой лежить між півостровом Гой та Штром-Несс поруч з Мейнленд. Найвища точка острова — 35 метрів над рівнем моря.